# Andrzej Kazimierz Kryszpin-Kirszensztein
Andrzej Kazimierz Kryszpin-Kirszensztein herbu Kryszpin (zm. 1704) – wojewoda witebski od 1695, pisarz polny litewski w latach 1683–1698, ciwun wileński w 1681 roku, marszałek sejmu zwyczajnego 1692/1693 roku, starosta puński i szereszowski.
W 1674 podpisał elekcję Jana III Sobieskiego. Poseł sejmiku żmudzkiego na sejm nadzwyczajny 1688/1689 roku, sejm 1690 roku, sejm zwyczajny 1692/1693 roku, sejm 1695 roku, poseł na sejm 1681 roku. W 1691 uczestniczył w wyprawie przeciwko Turcji. W 1693 został marszałkiem sejmu grodzieńskiego i wygłosił mowę powitalną na przybycie Jana III. Uwikłany w spór z rodem Sapiehów, którego przedstawiciele ścigali Kryszpina-Kirszenszteina jako stronnika dworu, grabiąc jego starostwa i dobra dziedziczne. Z inspiracji Sapiehów ród Kryszpinów-Kirszenszteinów został oskarżony w Trybunale Litewskim o plebejskie pochodzenie. Na nowym sejmie w 1695, Sapiehowie próbowali wyrugować go ze składu izby poselskiej i nie dopuścić do otworzenia przez niego obrad jako marszałka starej laski. Doprowadziło to do zerwania sejmu. Król, pragnąc wynagrodzić mu szkody doznane od przeciwników dworu, mianował go w 1695 wojewodą witebskim.
W 1696 Trybunał Litewski wydał dekret przeciwko Kryszpinom, odsądzający ich od szlachectwa i uznający niegodnymi sprawowania urzędów. W odpowiedzi, w porozumieniu z królową Marią Kazimierą d’Arquien Andrzej Kazimierz Kryszpin-Kirszensztein zawiązał konfederację wojsk Wielkiego Księstwa Litewskiego. Ostatecznie zawarto ugodę z Sapiehami, którzy uznali Kryszpinów za dobrą szlachtę.
Był elektorem Augusta II Mocnego w 1697 roku. 20 lipca 1697 Andrzej Kazimierz Kryszpin-Kirszensztein witał w Tarnowskich Górach nowego króla Augusta II Mocnego w imieniu stanów Wielkiego Księstwa Litewskiego.